# Friedrich Holsche
Friedrich Holsche (* 1743 in Grossenrode bei Göttingen; † 6. August 1783 in Berlin) war ein deutscher Architekt und preußischer Baubeamter.

## Leben
Friedrich Holsche war der Sohn des Pfarrers Johann Ludwig Holsche († 1774). Nach dem Schulbesuch in Göttingen studierte er ab Mai 1765 an der Georg-August-Universität Göttingen. Seine Fächer waren insbesondere die Mathematik, Geometrie, Militär- und Zivilarchitektur. Nach dem Studium machte er praktische Erfahrungen im Baufach, lernte in Ibbenbüren den Kammerpräsidenten Karl Friedrich von Dacheröden kennen und arbeitete zeitweilig als dessen Sekretär in Minden. Nach bestandenem Staatsexamen am 28. April 1770 wurde er ab 10. Mai 1770 Oberbaurat im neu gegründeten Oberbaudepartement. Von 1771 bis 1779 war Holsche an der Bergakademie Berlin Dozent für Mathematik, Zivilbaukunst, Geologie und Grundlagen der Forst- und Bauwirtschaft. Im Sommer 1773 wurde er auf Wunsch des  Geheimen Finanzrats Franz Balthasar von Brenckenhoff sowohl beim Kanal- und Schleusenbau als auch beim Wiederaufbau der Stadt Callies freigestellt. Nach seinem Tod im Jahr 1783 wurde Bernhard Friedrich Mönnich sein Nachfolger in der Oberbaudeputation.

## Schriften
- Grundsätze zur Anfertigung richtiger Bauanschläge in der Chur- und Neumark auch dem Herzogthum Pommern. Haude und Spener, Berlin 1777.
- Neu inventierter Back-Ofen. Joachim Pauli, Berlin 1781.